# Krynica-Zdrój
Krynica-Zdrój è un comune urbano-rurale polacco del distretto di Nowy Sącz, nel voivodato della Piccola Polonia.
Ricopre una superficie di 145,3 km² e nel 2004 contava 16 877 abitanti.
Nel 1958 Krynica-Zdrój ha ospitato la terza edizione dei Campionati mondiali di slittino mentre l'8 settembre 2013 nella località polacca si è tenuta la 29ª edizione dei campionati del mondo di corsa in montagna.
Dal 1992 l'Istituto Studi dell’Europa dell’Est organizza a Krynica l'annuale Forum Economico.